# Barnwell (Karolina Południowa)
Barnwell – miasto w Stanach Zjednoczonych, w stanie Karolina Południowa, siedziba administracyjna hrabstwa Barnwell.